# Sammy McCrory
Samuel McKee McCrory, plus connu sous le nom de Sammy McCrory, né le 11 octobre 1924 à Lurgan en Irlande du Nord et mort le 4 mai 2011, est un joueur de football international nord-irlandais qui évoluait au poste d'attaquant.

## Biographie

### Carrière en sélection
Avec l'équipe d'Irlande du Nord, il joue un match (pour un but inscrit) en 1957.
Sa seule et unique sélection a lieu le 6 novembre 1957, contre l'Angleterre, à l'occasion du British Home Championship. Il inscrit un but lors de cette rencontre, pour une victoire (2-3) de l'Irlande du Nord.
Il figure dans le groupe des sélectionnés lors de la Coupe du monde de 1958. Il ne joue aucun match lors du mondial organisé en Suède.

## Palmarès
| Swansea Town - Championnat d'Angleterre D3-Sud (1) : - Champion : 1948-49. - Coupe du Pays de Galles (1) : - Vainqueur : 1948-49. |  | Southend United - Championnat d'Angleterre D3 : - Meilleur buteur : 1957-58 (31 buts). |